# Tirools-Venetiaanse Oorlog
De Tirools-Venetiaanse Oorlog (Duits: Roveretokrieg, Italiaans: Guerra Retica) was een kortdurend militair conflict dat in 1487 werd uitgevochten tussen Tirol en de Republiek Venetië.

## Achtergrond
Aartshertog Sigismund van Tirol, bijgenaamd 'der Münzreiche', kreeg aan het einde van zijn regering steeds grotere financiële problemen. Daarnaast had de bijna zestig jaar oude aartshertog geen kinderen en begon hij seniel te worden. Sigismunds regering werd geleid door zijn raadsleden, die steeds meer invloed op de aartshertog kregen. De hertogen van Beieren maakten misbruik van deze situatie door grote sommen geld aan de aartshertog uit te lenen, waarvoor Sigismund delen van Voor-Oostenrijk aan Beieren zou moeten verpachten. Ook wisten de hertog Albrecht VI van Beieren-München een aantal Tiroolse raadsleden onder zijn invloed te brengen.
Waarschijnlijk stuurden Beierse facties aan het hof aan op een oorlog met de Republiek Venetië. Om de oorlog te bekostigen zou Sigismund zich nog dieper in de schulden moeten storten, waardoor Tirol nog verder onder Beierse invloed zou komen te staan. Er was geen verdere reden voor een oorlog: Tirol profiteerde als doorvoergebied juist van de levendige handel tussen Venetië en de Zuid-Duitse steden. De Staten van Tirol, de vertegenwoordigers van de geestelijkheid, de adel en de boerengemeentes weigerden dan ook de oorlog te ondersteunen.

## De oorlog
De oorlog begon op 21 april 1487 met de arrestatie van Venetiaanse kooplui in Bozen. Hun handelswaar werd geconfisqueerd en de Brennerpas werd door de Tirolers afgesloten voor Venetiaanse handelaars. Aanvankelijk schatte de Senaat van Venetië de dreiging niet hoog in en werd alleen het staande leger opgeroepen. Het commando over het leger werd opgedragen aan Guilio Cesare Varano. Verano wist het Tiroolse leger echter niet tegen te houden, en in mei veroverden de troepen van Gaudenz von Matsch, de hofmeester van Sigismund, de Venetiaanse stad Rovereto.
De Venetianen droegen het bevel over aan de condottiere Roberto da Sanseverino, en trokken huurlingen aan om het leger te versterken. Sanseverino heroverde Rovereto en trok met zijn leger langs de linkeroever van de rivier de Adige (Etsch) richting Trente, waar de Tiroolse troepen gelegerd waren. In de nacht van 9 naar 10 augustus liet hij bij Calliano een bootbrug over de rivier bouwen. Terwijl zijn leger op 10 augustus nog bezig was met de oversteek, werd Roberto da Sanseverino verrast door het Tiroolse leger onder leiding van Friedrich von Kappel. In de Slag bij Calliano brachten de Tiroolse troepen, versterkt met Duitse landsknechten, de Venetianen een vernietigende nederlaag toe. Roberto da Sanseverino verdronk toen hij zwemmend over de rivier probeerde te vluchten. Ondanks hun overwinning hadden de Tirolers te grote verliezen geleden om verder op te kunnen rukken.
De Senaat van Venetië gaf opdracht voor het werven van 5000 ruiters. Tegelijkertijd stuurde het aan op vredesonderhandelingen, omdat de handel te veel onder de oorlog leed. Op 11 november 1487 werd de vrede gesloten. Beide partijen behielden hun bezittingen zoals die voor de oorlog waren geweest.